# Massimo Girotti

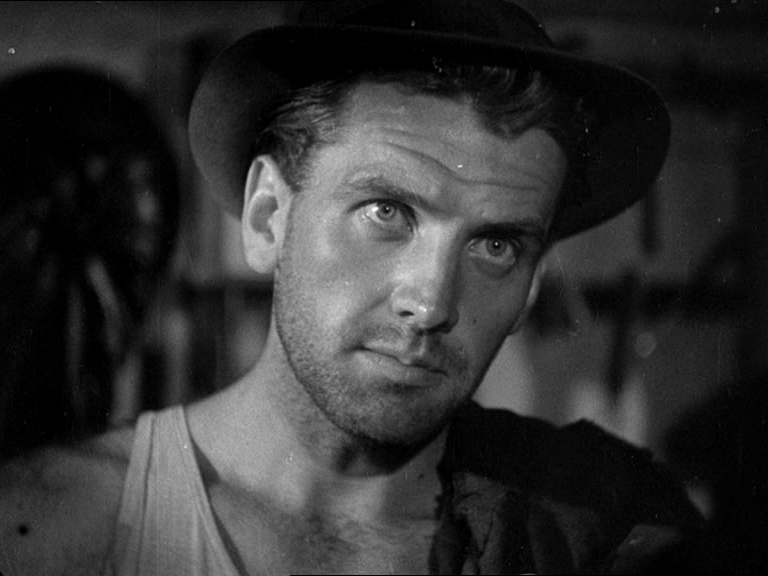
Girotti în filmul Obsesie (1943)

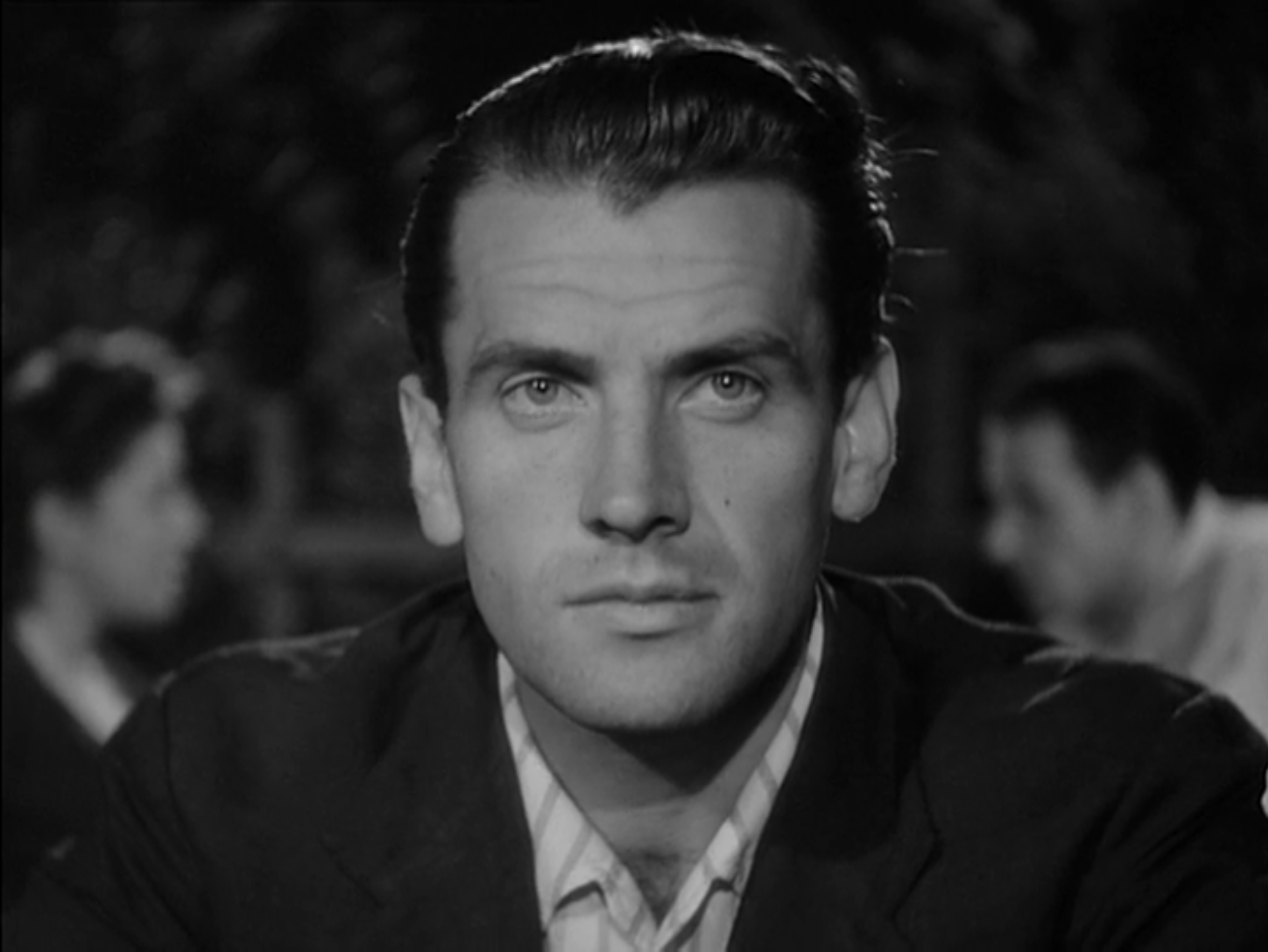
Girotti în filmul Desiderio (1946)

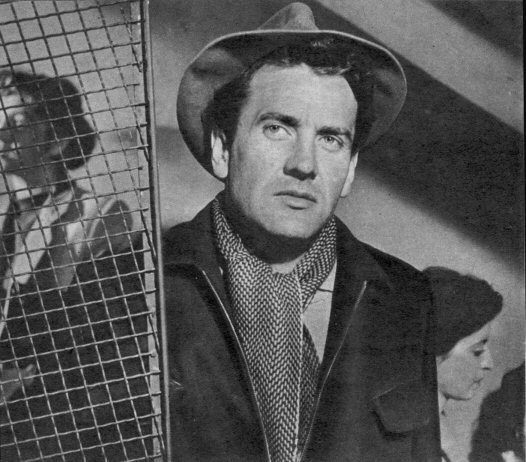
Girotti într-o scenă din filmul Roma, orele 11 (1951)

Massimo Girotti (n. 18 mai 1918, Mogliano, Marche, Regatul Italiei – d. 5 ianuarie 2003, Roma, Italia) a fost un actor italian, câștigător al Nastro d'Argento pentru cel mai bun actor principal în 1949 și al David di Donatello postum în 2003.  

## Biografie
Girotti a studiat inițial ingineria și a fost o vedetă de succes la polo pe apă și înot. În 1939 a trecut la film. A devenit rapid un interpret de top în Italia, nu în ultimul rând datorită aspectului său frumos și aspectului atletic. A fost remarcat de regizorul Luchino Visconti în timpul filmărilor pentru Tosca, începute de Jean Renoir în 1939 și preluate ulterior de Carl Koch.
În 1941, urma să joace, sub conducerea lui Visconti, „banditul feroce Gramigna” alături de Luisa Ferida, dar proiectul nu s-a realizat din cauza ministrului culturii populare al lui Mussolini, Alessandro Pavolini, care „avusese destule povești despre bandiți”. Visconti, „sedus de ochii limpezi și de tresăririle bruște” ai lui Girotti1, i-a încredințat în 1942 rolul vagabondului Gino din Obsesie, o adaptare naturalistă a romanului Poștașul sună întotdeauna de două ori al lui James M. Cain, în care juca Clara Calamai (care a înlocuit-o pe Anna Magnani, plănuită inițial, dar fiind apoi însărcinată cu fiul ei Luca).
În anii 1950, Girotti a jucat în multe filme istorice, filme de sandale și monumentale. În ultimii șaizeci și patru de ani ai carierei sale (una dintre cele mai lungi din cinematografia italiană), a realizat 117 filme cu cele mai mari vedete de pe scena italiană: Pier Paolo Pasolini, Alessandro Blasetti, Roberto Rossellini, Vittorio De Sica, Pietro Germi, Giuseppe De Santis, Luigi Zampa, Michelangelo Antonioni, Luigi Comencini, Carlo Lizzani, Alberto Lattuada, Carmine Gallone, Riccardo Freda, Mario Bava, Bernardo Bertolucci, Giuliano Montaldo, Ettore Scola, Liliana Cavani, sau Roberto Benigni.
Filmează și sub conducerea a numeroși cineaști francezi: (Yves Allégret, Jean Grémillon, Claude Autant-Lara, Jean Delannoy, Josée Dayan, Robert Enrico), dar și Mikhaïl Kalatozov, André de Toth, Joseph Losey și Walerian Borowczyk. Un mare seducător pe ecran, a fost partenerul actrițelor Alida Valli, Isa Miranda, Anna Magnani, Lucia Bosé, Silvana Mangano, Patricia Neal, Belinda Lee, Florinda Bolkan, Micheline Presle și Françoise Arnoul.
La zece zile după filmarea La finestra di fronte a lui Ferzan Özpetek, Girotti moare în urma unui atac de cord la 5 ianuarie 2003, la vârsta de 84 de ani. Este înmormântat în cimitirul Campo Verano din Roma. A avut doi copii, Alessio și Arabella.

## Filmografie selectivă

### Anii 1930-1940
- 1939 Dora Nelson, regia Mario Soldati
- 1940 Una romantica avventura, regia Mario Camerini
- 1941 Tosca, regia Jean Renoir și Carl Koch (nemenționat)
- 1941 Coroana de fier (La corona di ferro), regia Alessandro Blasetti
- 1941 Le due tigri, regia Giorgio Simonelli
- 1941 I pirati della Malesia, regia Enrico Guazzoni
- 1941 La famiglia Brambilla in vacanza, regia Carl Boese
- 1942 S-a întors un pilot (Un pilota ritorna), regia Roberto Rossellini
- 1943 Harlem, regia Carmine Gallone
- 1943 Obsesie (Ossessione), regia Luchino Visconti
- 1943 Apparizione, regia Jean de Limur
- 1944 La porta del cielo, regia Vittorio De Sica
- 1945 La carne e l'anima, regia Vladimir Striževskij
- 1946 Vânătoare tragică (Caccia tragica), regia Giuseppe De Santis
- 1946 O zi din viață (Un giorno nella vita), regia Alessandro Blasetti
- 1946 Desiderio, regia Roberto Rossellini și Marcello Pagliero
- 1946 Preludio d'amore, regia Giovanni Paolucci
- 1947 Fatalità, regia Giorgio Bianchi
- 1947 Tinerețe pierdută (Gioventù perduta), regia Pietro Germi
- 1947 Natale al campo 119, regia Pietro Francisci
- 1948 Anni difficili, regia Luigi Zampa
- 1948 Suspine pe stradă (Molti sogni per le strade), regia Mario Camerini
- 1949 Fabiola, regia Alessandro Blasetti
- 1949 În numele legii (In nome della legge), regia Pietro Germi
- 1949 Duello senza onore, regia Camillo Mastrocinque
- 1949 Altura, regia Mario Sequi

### Anii 1950
- 1950 Cronica unei iubiri (Cronaca di un amore), regia Michelangelo Antonioni
- 1951 Roma, orele 11 (Roma ore 11), regia Giuseppe De Santis
- 1951 Persiane chiuse, regia Luigi Comencini
- 1951 Clandestino a Trieste, regia Guido Salvini
- 1952 Naso di cuoio (Nez de cuir), regia Yves Allégret
- 1952 Il tenente Giorgio, Raffaello Matarazzo
- 1952 Il segreto delle tre punte, regia Carlo Ludovico Bragaglia
- 1952 Spartaco, regia Riccardo Freda
- 1953 Sul ponte dei Sospiri, regia Antonio Leonviola
- 1953 Anna Zaccheo (Un marito per Anna Zaccheo), regia Giuseppe De Santis
- 1953 Vortice, regia Raffaello Matarazzo
- 1953 Dragostea unei femei (L'amour d'une femme), regia Jean Grémillon
- 1953 Ai margini della metropoli, regia Carlo Lizzani
- 1954 Senso, regia Luchino Visconti
- 1954 La tua donna, regia Giovanni Paolucci
- 1955 Margareta nopții (Margherita della notte), regia Claude Autant-Lara
- 1955 Disperato addio, regia Lionello De Felice
- 1955 I quattro del getto tonante, regia Fernando Cerchio
- 1956 Souvenir d'Italie, regia Antonio Pietrangeli
- 1956 Saranno uomini, regia Silvio Siano
- 1956 Dimentica il mio passato, regia Primo Zeglio și Eduardo Manzanos
- 1957 La trovatella di Pompei, regia Giacomo Gentilomo
- 1957 La Venere di Cheronea, regia Giorgio Rivalta și Viktor Turžanskij
- 1958 Strada lungă cât un an (La strada lunga un anno), regia Giuseppe De Santis
- 1959 Erode il grande, regia Arnaldo Genoino
- 1959 Una notte a Parigi (Asphalte), regia Hervé Bromberger
- 1959 Giuditta e Oloferne, regia Fernando Cerchio
- 1959 Bestia umană (La bestia humana), regia Daniel Tinayre
- 1959 Le notti dei teddy boys, regia Leopoldo Savona
- 1959 Lupi nell'abisso, regia Silvio Amadio
- 1959 Cursa de 100 kilometri (La cento chilometri), regia Giulio Petroni

### Anii 1960
- 1960 Cazacii (I cosacchi), regia Giorgio Rivalta și Viktor Turžanskij
- 1960 Cavalcata selvaggia, regia Piero Pierotti
- 1960 I giganti della Tessaglia (Gli Argonauti), regia Riccardo Freda
- 1960 Scrisori de la o novice (Lettere di una novizia), regia Alberto Lattuada
- 1961 Romulus și Remus (Romolo e Remo), regia Sergio Corbucci
- 1962 Venere imperiale, regia Jean Delannoy
- 1962 Cea mai scurtă zi (Il giorno più corto), regia Sergio Corbucci
- 1963 Oro per i Cesari, regia André De Toth
- 1963 Mafia alla sbarra, regia Oreste Palella
- 1965 Idoli controluce, regia Enzo Battaglia
- 1965 Fabuloasa aventură a lui Marco Polo (La fabuleuse aventure de Marco Polo), regia Denys de La Patellière și Noël Howard
- 1966 Il misterioso signor Van Eyck, regia Agustín Navarro
- 1967  Vrăjitoarele (Le streghe), episodul Vrăjitoarea arsă de vie (La strega bruciata viva), regia Luchino Visconti
- 1968 Scusi, facciamo l'amore?, regia Vittorio Caprioli
- 1968 Teorema, regia Pier Paolo Pasolini
- 1969 Le sorelle, regia Roberto Malenotti
- 1969 Cortul roșu (La tenda rossa), regia Mihail Kalatozov
- 1969 Medea, regia Pier Paolo Pasolini

### Anii 1970
- 1972 Gli orrori del castello di Norimberga, regia Mario Bava
- 1972 Ultimul tango la Paris (Ultimo tango a Parigi), regia Bernardo Bertolucci
- 1973 Così bello così corrotto così conteso, regia Sergio Gobbi
- 1973 La coppia, regia Enzo Siciliano
- 1973 L'ultima chance, regia Maurizio Lucidi
- 1974 Il bacio, regia Mario Lanfranchi
- 1975 Mark polițistul la Genova (Mark il poliziotto spara per primo), regia Stelvio Massi
- 1975 Cagliostro, regia Daniele Pettinari
- 1975 Morte sospetta di una minorenne, regia Sergio Martino
- 1976 Mr. Klein, regia Joseph Losey
- 1976 Inocentul (L'innocente), regia Luchino Visconti
- 1976 Ultimul post de control (L'Agnese va a morire), regia Giuliano Montaldo

### Anii 1980
- 1981 Patima iubirii (Passione d'amore), regia Ettore Scola
- 1983 Ars amandi (L'arte di amare), regia Walerian Borowczyk
- 1985 Interno berlinese, regia Liliana Cavani
- 1988 La Bohème, regia Luigi Comencini
- 1989 Rebus, regia Massimo Guglielmi

### Anii 1990- 2000
- 1992 Dall'altra parte del mondo, regia Arnaldo Catinari
- 1994 L'amore dopo, regia Attilio Concari
- 1994 Il mostro, regia Roberto Benigni
- 1997 Un bel dì vedremo, regia Tonino Valerii
- 2003 La finestra di fronte, regia Ferzan Özpetek - postumo

## Premii și nominalizări
- 1950 Nastro d'argento – Cel mai bun actor în rol secundar pentru rolul din filmul În numele legii;
- 2003 a primit postum premiul David di Donatello pentru cel mai bun actor pentru rolul său de domn bătrân care și-a pierdut moria în lungmetrajul lui Ferzan Özpetek, La Fenêtre d'en face.